# Perstorps kyrka
Perstorps kyrka är en kyrkobyggnad i Perstorp. Kyrkan är församlingskyrka i Perstorps församling i Lunds stift.

## Kyrkobyggnaden
Kyrkan ligger utmed Oderljungavägen som går från riksväg 21 norrut. Den uppfördes under senare delen av 1100-talet och färdigställdes i början av 1200-talet. Den byggdes i romansk stil med ett rektangulärt långhus, lägre och smalare kor och halvrund absid. Absiden revs 1836 och en sakristia byggdes året efter.
En huvudingång i söder kompletterades av en andra port i norr, som ledde in till kvinnornas sida. Över denna port fanns en läktare, dit vissa församlingsbor hänvisades vid gudstjänster.
Långhuset var försett med gluggliknande fönster, kanske för att kyrkan också skulle tjäna till försvarsändamål. En sådan glugg ser man fortfarande resterna av till vänster om huvudingången.
Taket var ursprungligen plant och uppfört i trä. Korsvalven slogs först under senare delen av medeltiden, då tekniken behärskades.
Ett vapenhus tillbyggdes framför södra ingången under senare delen av medeltiden. Vapenhusets ursprungliga gråstensgolv togs fram vid en restaurering 1964.
Under sommaren och hösten 1898 genomgick kyrkan en större reparation. Nytt golv, ny läktare, nytt altarskrank, ny uppgång till predikstolen och nya bänkar sattes in. Väggarna och valvet blev restaurerade. Mureri- och snickeraribeten utfördes av byggmästare Martin Larsson i Perstorp och måleriarbetena utfördes av målarmästare F. L. Petersson från Landskrona, van kyrkomålare.

## Inventarier
- Altartavlan, i vackra allmogefärger, tros ha tillkommit redan på 1500-talet. De nedre bilderna visar Jesu dop och instiftandet av nattvarden. De övre bilderna föreställer Elie himmelsfärd och Kristi återkomst till den yttersta domen.
- Predikstolen, som omnämns redan 1623, förnyades 1741 av bildhuggaren Niklas Ekenkrantz.
- Den solida ekdörren från 1400-talet, som pryds av vackra smidesornament, var mellan åren 1901-64 i förvar på Malmö museum.
- Ovanför dörren ser man den korsfäste Kristus från det medeltida triumfkrucifixet. Denna ekskulptur förvarades 1915-83 på Lunds universitets historiska museum.
- Den hårt angripne Mariaskulpturen i ek från omkring 1250, återfanns vid 1900-talets början, tillsammans med krucifixet, bland bråte i klockstapeln. Den förvaras nu på Lunds universitets historiska museum och en exakt kopia skars, även den i ek, 1967 av bildhuggaren Bertil Nyström, Slite. 1989 blev skulpturen färgsatt av konstnären Mårten Hultenberg, Flädie.
- Ovan nämnda skulptur är placerad i nischen intill den medeltida dopfunten, vars mässingsfat daterar sig till 1688. Ovanför dopfunten hänger Jakob Ullbergs rikt utsirade sexkantiga baldakin från 1700-talet.
- I det vänstra korfönstret förvaras en restaurerad vinflaska i glas, tillverkad på Henrikstorps glasbruk i Perstorp och skänkt till kyrkan 1754.
- Kyrkan fick sin första orgel 1902. Den fungerade fram till 1954, då den nuvarande danska Krohn-orgeln installerades. Vid renoveringen 1964 byggdes orgeln ut.
- Från fabrikör Sjöström i Malmö beställdes år 1898 tre ljuskronor, en större med 16 ljus och två med 12 ljus var.

### Orgel
- 1899 byggde Salomon Molander & Co, Göteborg en orgel med 8 stämmor.
- Den nuvarande orgeln byggdes 1954 av Frederiksborgs Orgelbyggeri, Hilleröd, Danmark och är en mekanisk orgel.

| Ryggpositiv I   | Svällverk II      | Pedal       | Koppel |
| Gedackt 8´      | Rörflöjt 8´       | Subbas 16´  | I/P    |
| Principal 4'    | Kvintadena 8'     | Gedackt 8´  | II/P   |
| Rörflöjt 4'     | Nachthorn 4'      | Skalmeja 4' | II/I   |
| Gemshorn 2'     | Principal 2'      |             |        |
| Mixtur 3-4 chor | Nazard 1 1/3'     |             |        |
|                 | Scharff 2 chor    |             |        |
|                 | Trumpetregal 8'   |             |        |
|                 | Crescendosvällare |             |        |

## Galleri

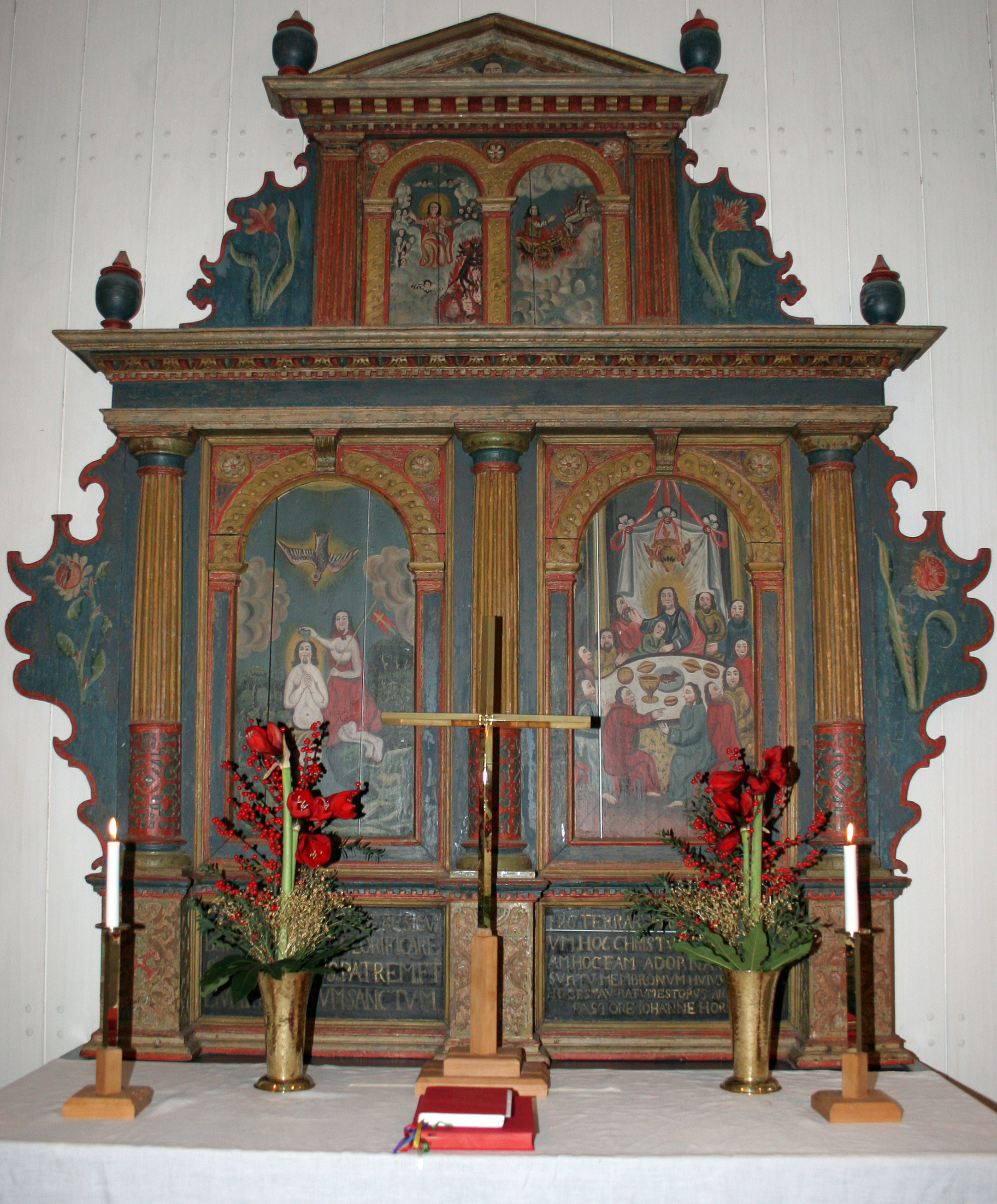
Altartavlan
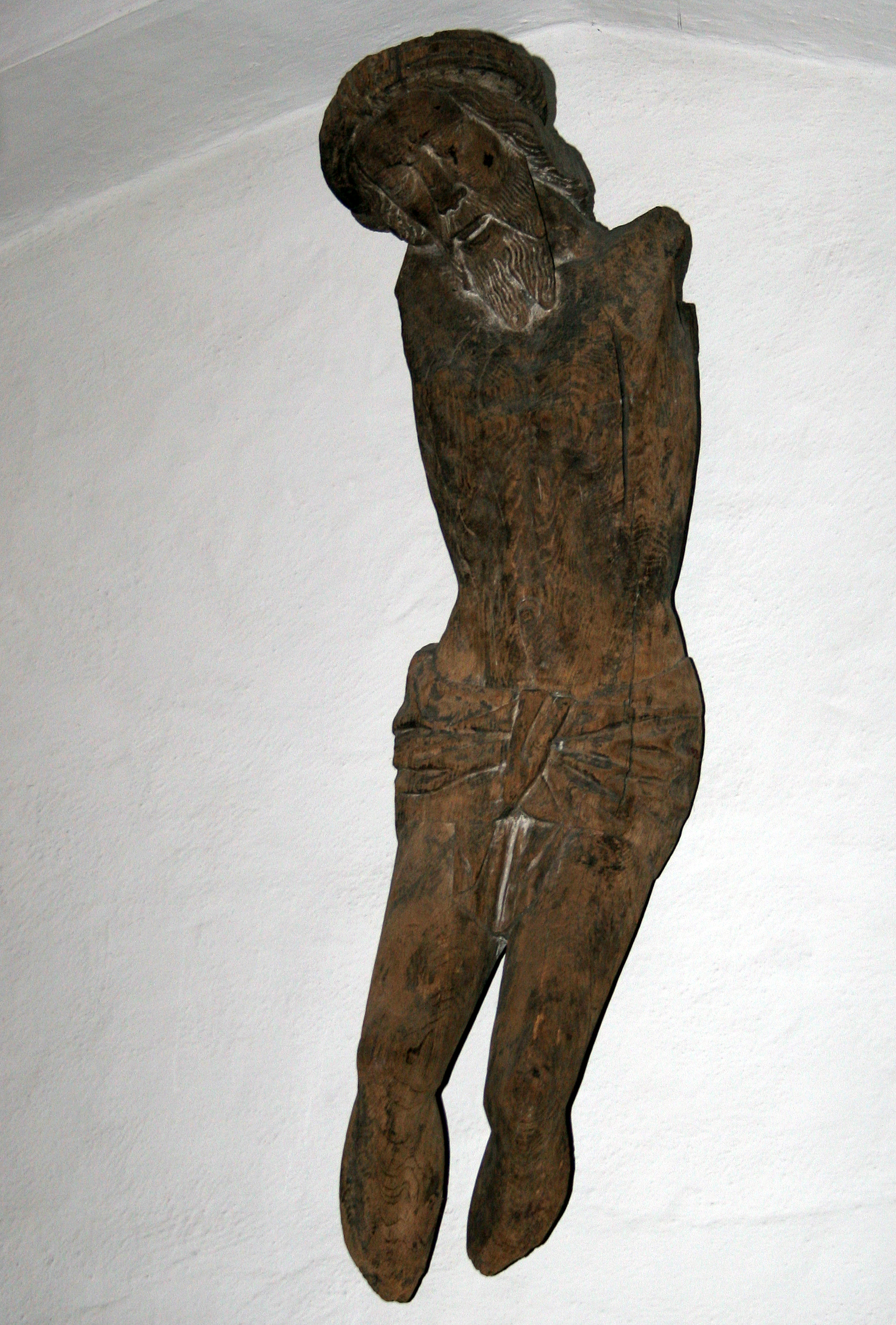
Kristusfiguren ovanför dörren
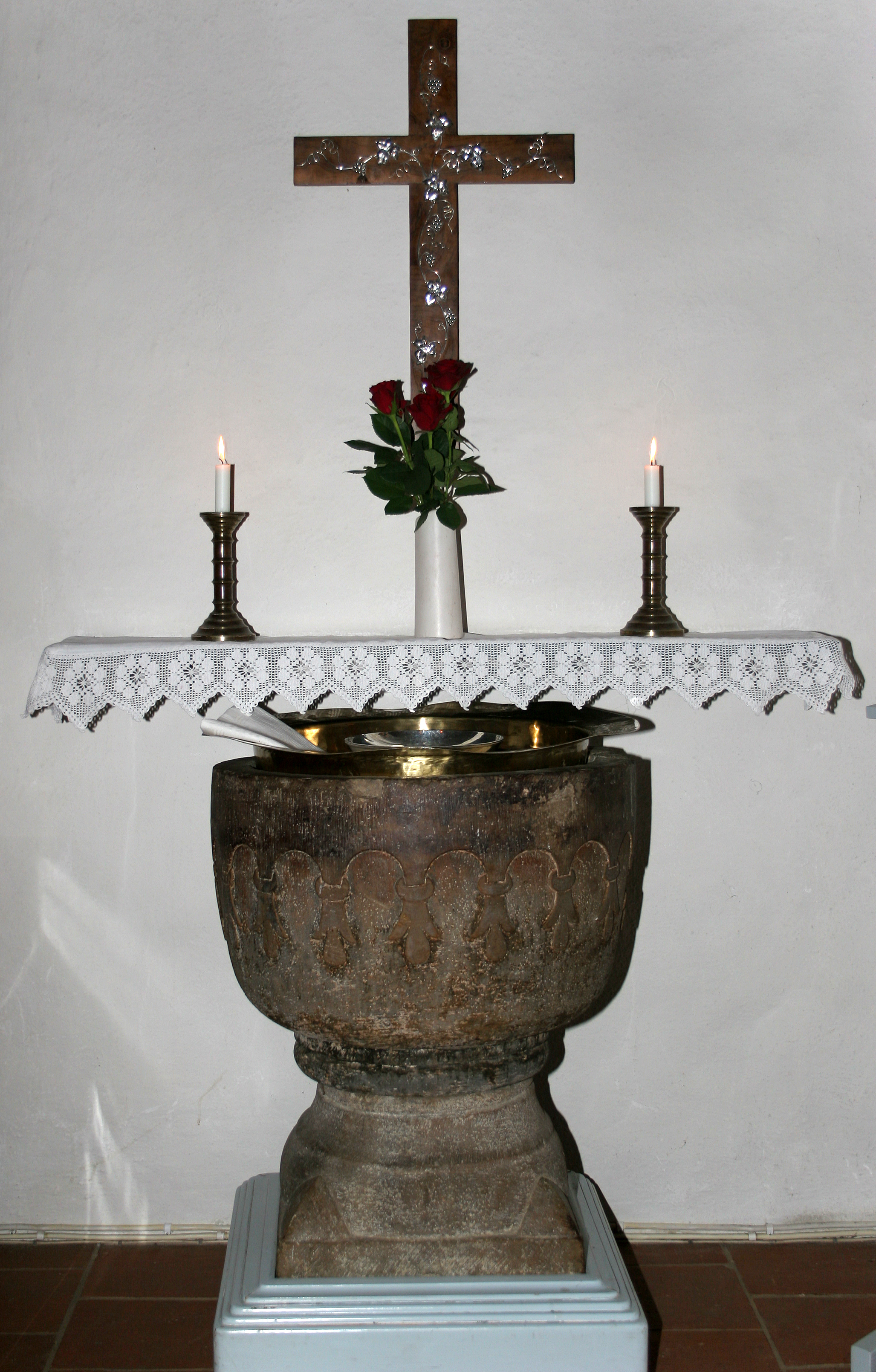
Dopfunten
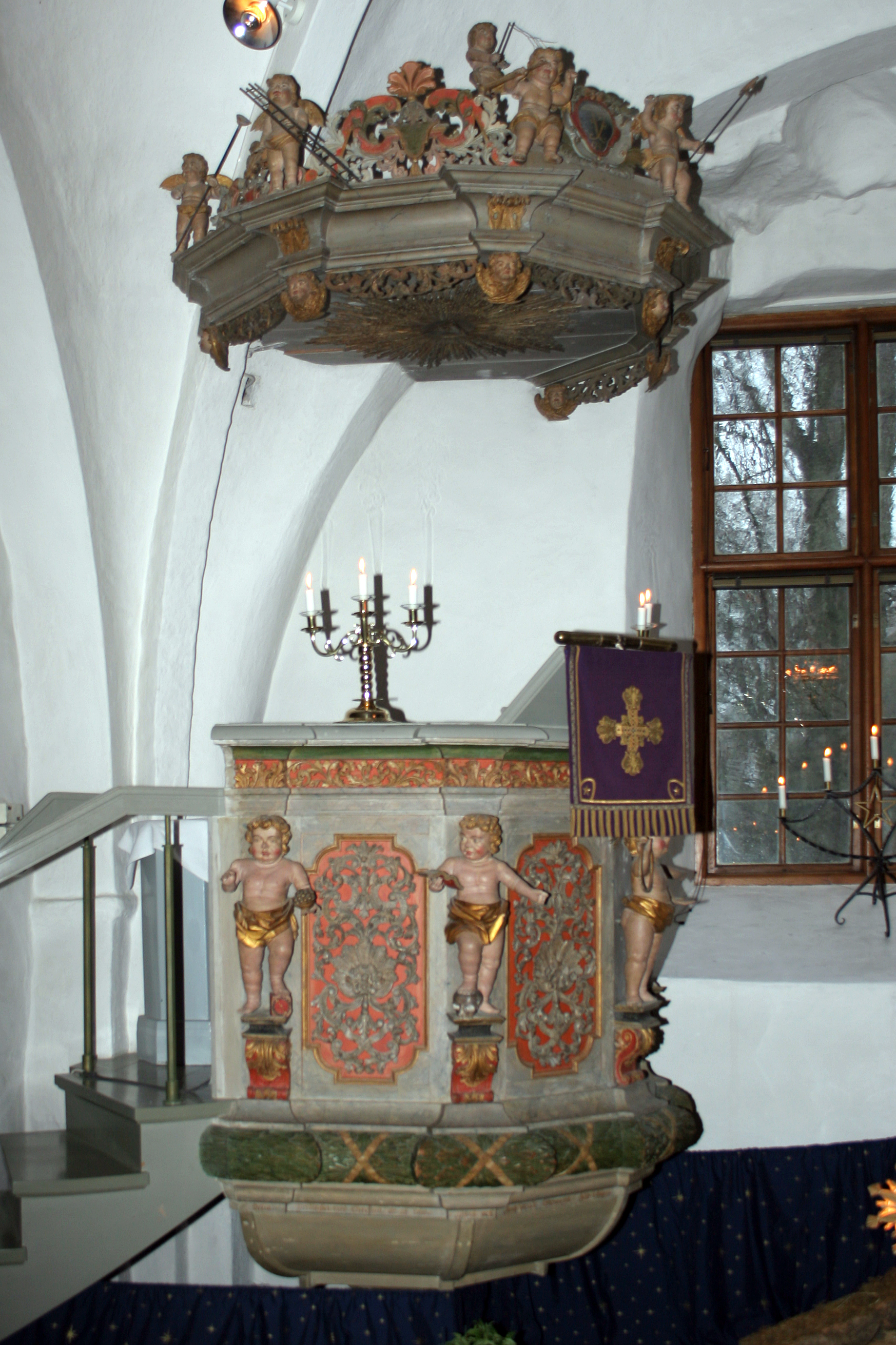
Predikstolen
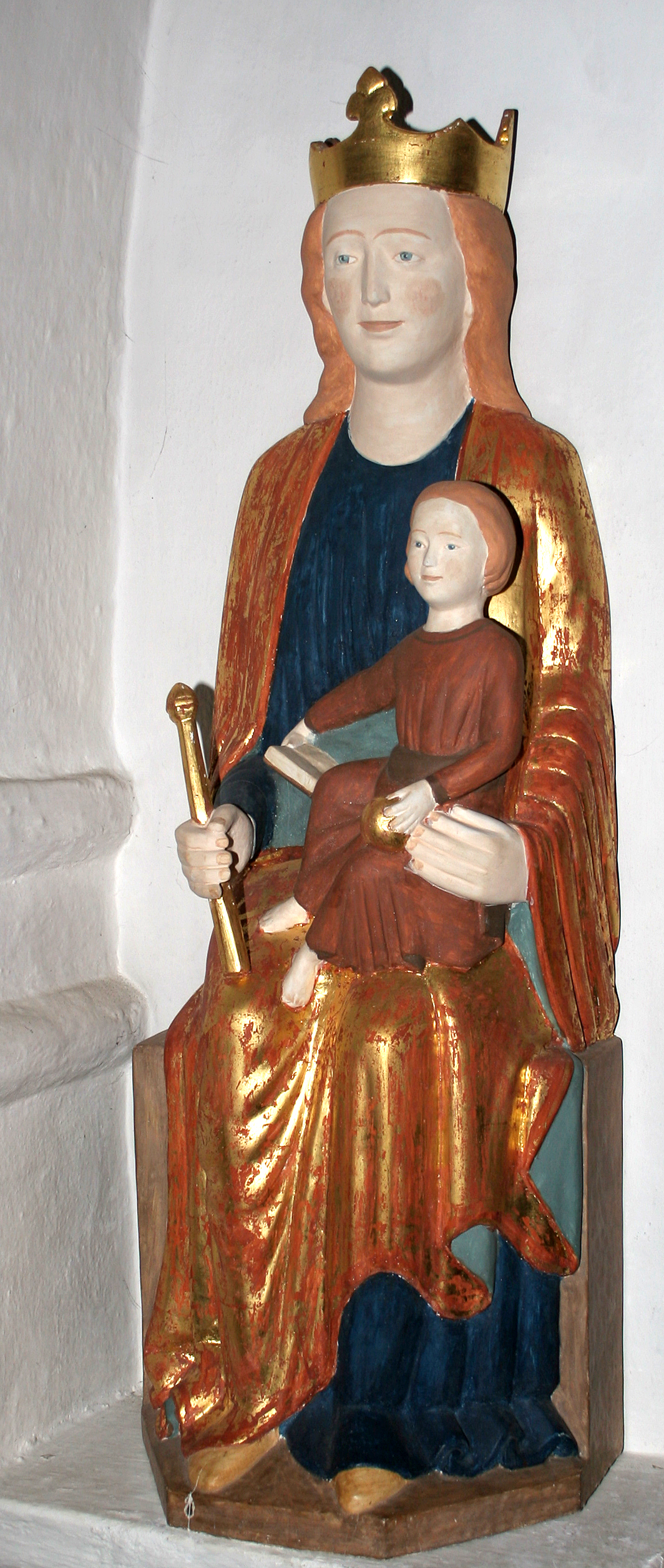
Madonna (Replik efter original från 1250)